# Hugo Süchting
Hugo Süchting (Suechting) (8 d'octubre de 1874, Brackrade - 27 de desembre de 1916, Valluhn) fou un jugador d'escacs alemany.

## Resultats destacats en competició
Va guanyar a Kiel 1893 (8è DSB Kongress, Hauptturnier) fou 13è a Leipzig 1894 (9è DSB-Congress, el campió fou Siegbert Tarrasch), empatà al 2n lloc amb Ignatz von Popiel, rere Robert Henry Barnes, a Eisenach 1896 (10è DSB-Congress), i fou 15è a Berlin 1897 (el campió fou Rudolf Charousek). Va participar també en torneigs quadrangulars; fou 2n a Altona 1897, i empatà en dues ocasions al primer lloc, a Elmshorn 1898, i a Kiel 1900 (amb Oskar Antze).
Al segle xx, empatà als llocs 14è-15è a Hannover 1902 (13è DSB-Congress, guanyat per Dawid Janowski), guanyà a Hamburg 1903, empatà als llocs 8è-9è a Coburg 1904 (14è DSB-Congress, els campions foren Curt von Bardeleben, Carl Schlechter i Rudolf Swiderski), empatà als llocs 11è-12è a Barmen 1905 (els guanyadors foren Géza Maróczy i Janowski), empatà als llocs 5è-6è a Estocolm 1906 (els campions foren Ossip Bernstein i Schlechter), empatà als llocs 18è-19è a Oostende 1907 (els guanyadors foren Bernstein i Akiba Rubinstein), empatà als llocs 13è-14è a Praga 1908 (els campions foren Oldřich Duras i Schlechter), empatà als llocs 16è-18è a Viena 1908 (els campions foren Duras, Maróczy i Schlechter), empatà als llocs 6è-7è a Düsseldorf 1908 (16è DSB-Congress, guanyat per Frank Marshall), i empatà als llocs 14è-16è al fortíssim torneig de Carlsbad 1911 (el campió fou Richard Teichmann).
Va guanyar dos matxs contra Paul Saladin Leonhardt (2.5 : 1.5) i Carl Carls (2 : 1), ambdós a Hamburg 1911, i n'empatà un altre contra Leonhardt (2 : 2) a Hamburg 1912.